# Assemblée populaire de la république du Daghestan
VIe législature
Maison du gouvernement
L'Assemblée populaire (en russe : Наро́дное Собра́ние romanisé : Naródnoye Sobrániye) est l'organe législatif monocaméral de la république du Daghestan, une république fédérée de la Russie.
L'Assemblée est présidée par Khizri Chikhsaïdov depuis le 7 février 2013.

## Composition
Elle est constituée de 90 députés élus au suffrage universel direct pour cinq ans
selon un système proportionnel. La sixième législature actuelle a été élue le 18 septembre 2016. 
Ils élisent le président de la république du Daghestan proposé par décret par le président de la fédération de Russie.

### Composition actuelle
| Parti politique                             | Députés |
| ------------------------------------------- | ------- |
| Russie unie                                 | 72      |
| Russie juste                                | 10      |
| Parti communiste de la fédération de Russie | 8       |

## Commissions
Plusieurs commissions (ou comités en russe) se réunissent pour traiter des questions suivantes :
- la commission de la politique agraire ;
- la commission du budget, des finances et des impôts ;
- la commission législative et des constructions d'État ;
- la commission de la santé et de la politique sociale ;
- la commission des relations entre nationalités, des questions de société et de confessions religieuses ;
- la commission des questions d'autonomie locale ;
- la commission d'éducation, de science et de culture ;
- la commission de la construction et du logement ;
- la commission d'écologie et des ressources naturelles ;
- la commission d'économie politique.